# Інтернати американських індіанців

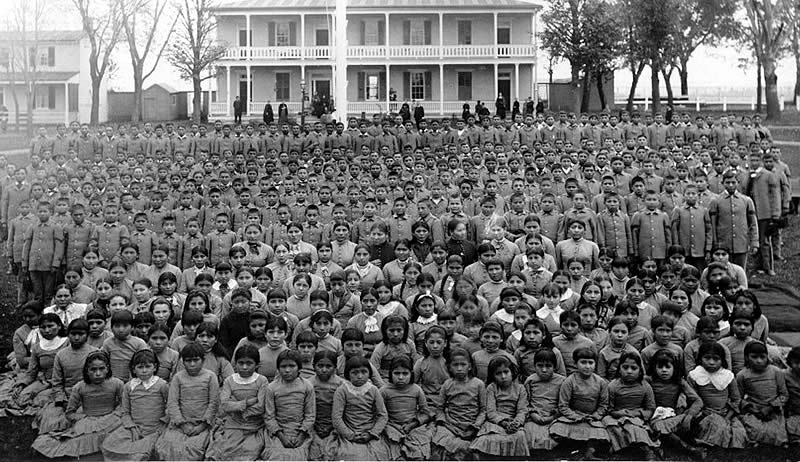
Учні в Індіанській школі Карлайла, Carlisle Native American school, Пенсильванія (c. 1900).

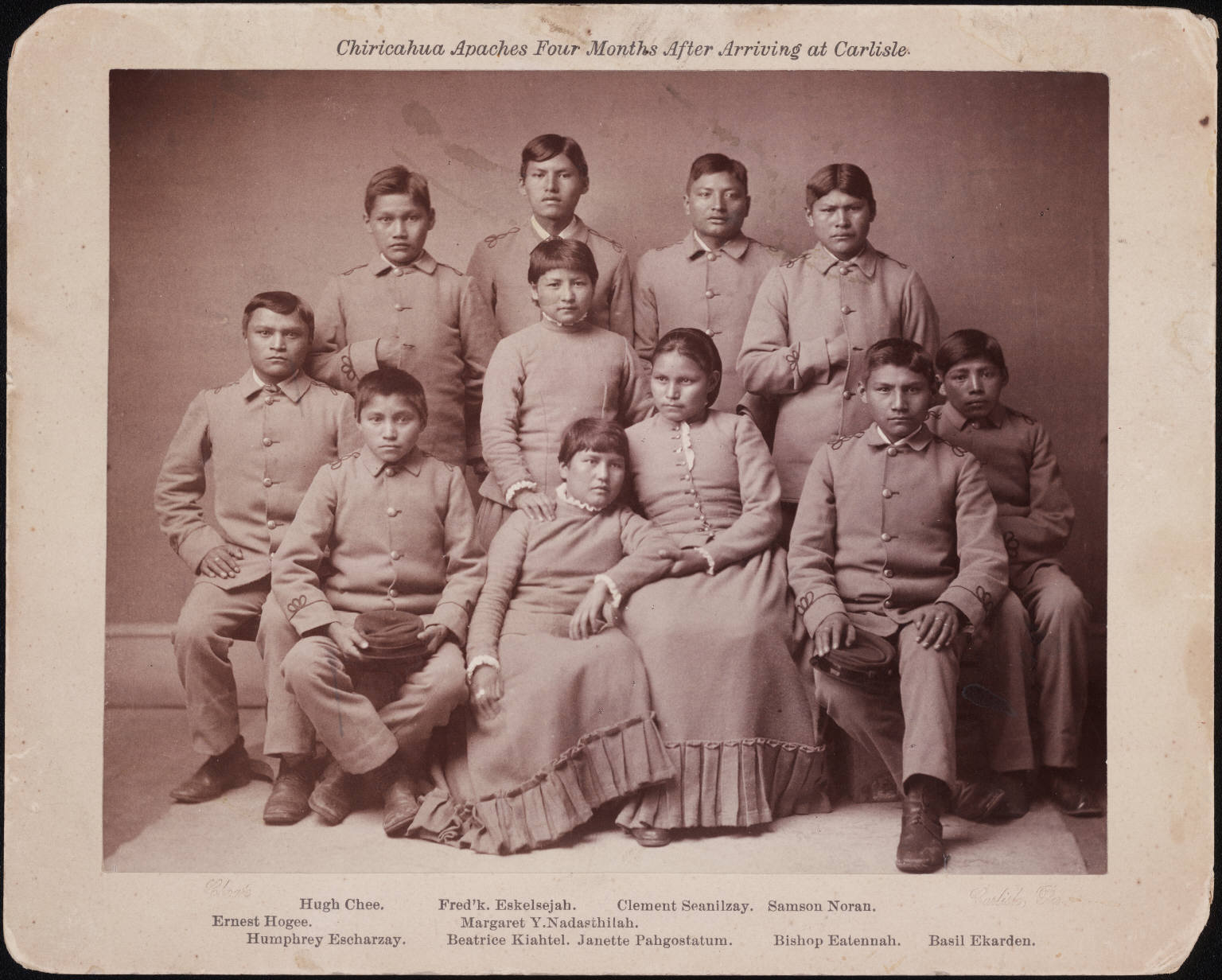
Апачі з племені чірікауа через 4 місяці після прибуття в школу Карлайла, Carlisle Indian Industrial School.

Індіанська школа-інтернат (англ. Indian boarding school) — тип школи, більшість з яких було засновано в США в кінці XIX — початку XX століття з метою залучення дітей індіанців до способу життя білих американців.

## Історія
Спочатку школи засновувались різними християнськими місіонерами. Ці школи відкривались у резерваціях за умови відсутності шкіл поблизу, особливо в малонаселених областях Дикого Заходу. Уряд субсидіював релігійні громади з метою того, щоб вони давали освіту індіанським дітям в резерваціях. Потім Бюро у справах індіанців теж почало засновувати школи за зразком Індіанської промислової школи Карлайла.
Культурна асиміляція дітей починалася з того, що їм робили стрижку європейського зразка, забороняли спілкуватися рідними мовами, і замінювали їх традиційні імена на англійські. Діти важко переносили життя в школах у відриві від своїх батьків; в свою чергу, викладачі всіляко заохочували їх зречення від колишніх звичаїв.
Кількість дітей в індіанських інтернатах досягла піку в 1970-ті роки; за оцінками, в 1973 році кількість їхніх учнів склала близько 60 тисяч.
Розслідування, велика частина яких припала на кінець XX століття, виявили численні випадки сексуального, фізичного і психічного насильства в цих школах.
Весь цей час індіанські громади продовжували наполягати на своєму праві засновувати громадські школи, і поступово виникало все більше коледжів під управлінням племінних рад. Ці общинні школи також отримали підтримку федерального уряду через законодавство і Бюро у справах індіанців. Найбільші з інтернатів були закриті. У ряді випадків резервації або племена були занадто малими, щоб дозволити собі створення громадських шкіл, проте продовжували наполягати на альтернативі інтернатам, особливо на рівні старших класів. До 2007 р число дітей в індіанських інтернатах впало до 9500.